# نیکولا مک‌درموت
نیکولا مک‌درموت (انگلیسی: Nicola McDermott؛ زادهٔ ۲۸ دسامبر ۱۹۹۶) ورزشکار پرش ارتفاع زن اهل استرالیا است.
وی در مسابقات کشوری و بین‌المللی در مجموع برندهٔ ۱ مدال نقره، ۱ مدال برنز شده‌است.